# Лаки (Луизијана)
Лаки (енгл. Lucky) град је у америчкој савезној држави Луизијана.

## Демографија
По попису из 2010. године број становника је 272, што је 83 (-23,4%) становника мање него 2000. године.
| Група             | 2000.       | 2010.       |
| Белци             | 103 (29,0%) | 89 (32,7%)  |
| Афроамериканци    | 246 (69,3%) | 181 (66,5%) |
| Азијати           | 1 (0,3%)    | 1 (0,4%)    |
| Хиспаноамериканци | 5 (1,4%)    | 0 (0,0%)    |
| Укупно            | 355         | 272         |